# Außenseiter. Zur Soziologie abweichenden Verhaltens
Außenseiter. Zur Soziologie abweichenden Verhaltens (Original: Outsiders. Studies in the Sociology of Deviance) ist das bekannteste und einflussreichste Buch von Howard S. Becker. Mit dieser Schrift verschob Becker die sozialwissenschaftliche Blickrichtung bei der Analyse von Devianz. Nicht die abweichende Handlung oder die abweichende Person wird in den Fokus genommen, sondern die Definition der Handlung und der handelnden Person als abweichend durch andere. Untersuchungsgegenstand ist somit die gesellschaftliche Reaktion. Die Studie gilt bis heute als paradigmatischer Beitrag zum Labeling Approach.
Das Buch wurde in den Kanon der „Hauptwerke der Soziologie“ aufgenommen, ist ein Klassiker der Kriminalsoziologie, ein Schlüsselwerk der Kritischen Kriminologie und mit den beiden Kapiteln über den Marihuana-Konsum eine wegweisende Arbeit sozialwissenschaftlicher Suchtforschung.

## Inhalt
Außenseiter war nicht von vornherein als Monographie geplant. Aus der Vorbemerkung ist zu erfahren, dass verschiedene Kapitel schon zwischen 1951 und 1955 in sozialwissenschaftlichen Fachzeitschriften erschienen waren. Die Kapitel 3 und 4 zum Marihuana-Gebrauch entstammten der Master-Examensarbeit von 1949, die Becker an der Universität Chicago bei Everett C. Hughes und William Lloyd Warner geschrieben hatte.
Die Nachträgliche Betrachtungen zur Etikettierungstheorie beruhen auf einem Vortrag von 1971, in dem Becker sich mit der Kritik an seinen Überlegungen auseinandersetzte. Seit der amerikanische Neuauflage sind sie als Kapitel 10 fester Bestandteil des Buches. Da im selben Jahr die erste deutsche Übersetzung erschien, ist den deutschsprachigen Lesern diese Retrospektive zum Text von Anfang an bekannt.

### Grundthese
Im ersten Kapitel nennt Becker kursorisch herkömmliche Erklärungen abweichenden Verhaltens und präsentiert dann seine vielzitierte Grundthese: „Der Mensch mit abweichendem Verhalten ist ein Mensch, auf den diese Bezeichnung erfolgreich angewandt worden ist; abweichendes Verhalten ist Verhalten, das Menschen als solches bezeichnen.“ Dagmar Danko weist darauf hin, dass der Satz im englischen Original konziser ist und den entscheidenden Begriff enthält, aus dem in der Folge der Labeling Approach abgeleitet wurde: „The deviant is one to whom that label has successfully been applied; deviant behavior is behavior that people so label.“
Abweichendes Verhalten ist demgemäß das Produkt einer Transaktion zwischen einer gesellschaftlichen Gruppe und einer von dieser Gruppe als Regelverletzer angesehenen Einzelperson. Solche Transaktion findet nicht automatisch statt: Nur weil jemand einen Regelverstoß begangen hat, heißt das noch nicht, dass andere so reagieren werden, als wäre dieser geschehen. Und umgekehrt: Auch wenn jemand keine Regel verletzt hat, wird er unter Umständen so behandelt, als hätte er es getan. Die Zuschreibung ist nicht nur von der Regel abhängig, sondern auch vom Ansehen der regelverletzenden Person. So werden im Zusammenhang von Jugendkriminalität Gesetzesverstöße von Jungen aus Mittelschichtsvierteln weniger nachdrücklich verfolgt und sanktioniert als solche von Jungen aus Slum-Vierteln. Und von Unternehmen begangene Verbrechen werden fast immer als Zivilrechtsfälle verfolgt, während das gleiche Delikt, von einem Individuum begangen, üblicherweise zur Strafrechtssache wird. Zusammenfassend schreibt Becker:„Abweichung ist keine Qualität, die im Verhalten selbst liegt, sondern in der Interaktion zwischen einem Menschen, der eine Handlung begeht und jenen, die darauf reagieren.“

### Abweichende Karrieren
Im zweiten Kapitel fragt Becker nicht, wie vorher in der in Kriminologie und Sozialwissenschaft üblich, „warum“ deviantes Verhalten entstand. Er fragt nach dem „wie“ und entwickelt in seiner Antwort ein Stufenmodell, für das er den Begriff der „Abweichende Karriere“ prägt. Abweichendes Verhalten ist danach, wie jedes Handeln, Teil einer fortlaufenden Interaktion. Mit dieser Betrachtungsweise greift Becker auf den Begriff „Karriere“ zurück, wie ihn sein akademischer Lehrer Everett C. Hughes in seinen Studien zur Professions- und Arbeitssoziologie verwendet hatte. Die Vorstellung von Devianzkarrieren verdeutlicht Becker in den Kapiteln über den Marihuana-Konsum.

### Marihuana-Konsum und soziale Kontrolle
Im dritten und vierten Kapitel beschreibt Becker auf Basis von 50 qualitativen Interviews, die einzelnen Stufen des Prozesses, in dem man zu Marihuana-Benutzer wird. Zunächst sei es notwendig, die Technik zu erlernen, mit der man „high“ wird. Das heißt erstens, sich die Technik des Marihuana-Gebrauchs durch Nachahmung aneignen. Danach müsse erlernt werden, die Wirkung wahrzunehmen und in einem nächsten Schritt zu genießen. Laut Becker bedeutet das alleinige Vorhandensein von Symptomen die durch den Konsum verursacht sind, noch nicht, dass der Konsument seinen Zustand als „High-Sein“ definiert und als positiv empfindet. Es sei nicht automatisch vergnüglich, sich schwindelig zu fühlen, durstig zu sein, eine kitzelnde Kopfhaut zu haben und sich in Zeit und Entfernung zu verschätzen. Es bedürfe einer Umdeutung der Situation, zu der es typischerweise in der Interaktion mit erfahrenen Konsumenten kommt. „High“ zu sein, sei damit eine Frage der sozialen Definition.
Die Karriere als Marihuana-Gebraucher gehe Stufe für Stufe vor sich, schon die erste sei nicht einfach, denn anfangs müsse man, unter den Bedingungen des Verbots, überhaupt in die Situation kommen und Gelegenheit haben, Marihuana zu rauchen. Das sei nur möglich durch andere, die Zugang zur Substanz haben. Das Stufenmodell enthält keine Zwangsläufigkeit, jeder könne jederzeit aus dem Prozess aussteigen und seine deviante Karriere beenden. Die abweichende Identität sei der betreffenden Person nicht inhärent, auch wenn sie in deren Selbstbild eingehen kann. Das sei besonders dann der Fall, wenn sich eine „Kultur der abweichenden Gruppe“ ausbilde, die den Einzelnen darin bestärkt und unterstützt, beim spezifischen Verhalten zu bleiben, auch wenn (falls es entdeckt und als deviant bezeichnet wird) negativen Sanktionen drohen oder folgen.

### Livemusiker als abweichende Gruppe
Im fünften und sechsten Kapitel schildert Becker am Beispiel von Livemusikern („dance musicians“, also Musiker, die zu Tänzen aufspielen) die Kultur einer abweichenden Gruppe, wobei er den Begriff Subkultur aus Albert K. Cohens Studie „Delinquent boys. The Culture of the Gang“ übernimmt. Livemusiker, zu denen Becker als Klavierspieler selbst jahrelang zählte, hatten in den ersten Nachkriegsjahrzehnten im Vergleich zu Orchester- oder Rundfunkmusikern keine gesicherte und akzeptierte Existenz und mussten auch an wenig respektablen Orten spielen. Solche Livemusiker sind ein Beispiel dafür, dass abweichendes Verhalten nicht immer eines sein muss, dass gegen Gesetze verstößt. Becker schreibt: „Obwohl ihre Tätigkeit sich formal an das Gesetz hält, sind ihre Kultur und ihre Lebensweise derart absonderlich und unkonventionell, dass sie von den stärker konventionell gebundenen Mitgliedern der Gemeinschaft als Außenseiter abgestempelt werden.“
Becker beschreibt die Kultur dieser Livemusiker als eine Art Lösung für ihre prekäre Existenz, sie bilden ein Geflecht von Cliquen, die die Vergabe von Auftritten organisieren und sich damit wechselseitig verpflichtet sind. Dabei bilden sich in den Cliquen und in der Gesamtgruppe Hierarchien aus (Wer hat gute Kontakte? Wer hat Gönner? Wem gegenüber gibt es Verpflichtungen?).
An den Livemusikern wird deutlich, dass sie ihre Zuschreibung als Außenseiter soweit in ihr Selbstbild aufnehmen, dass sie sich selbst von konventionelleren Menschen abgrenzen und isolieren. In ihrem Verständnis sind die Nichtmusiker die Außenseiter, die mit dem Label „Spießer“ belegt werden.

### Regeldurchsetzung und Regelsetzer („Moralische Unternehmer“)
Im siebenten und achten Kapitel nimmt Becker die andere Seite des Etkettierungsprozesses in den Blick. Für diejenigen, die darauf hinarbeiten, dass eine von ihnen gewünschte Regel Gesetz wird, führt er den Begriff Moralunternehmer („moral entrepreneur“) ein. In Anlehnung an Joseph R. Gusfields Begriff „symbolischer Kreuzzug“ („symbolic crusade“), den der, ebenfalls 1963, in einer Studie über die amerikanische Abstinenzbewegung geprägt hatte bezeichnet er die Kampagnen der Moralunternehmer als „moralische Kreuzzüge“ („moral crusades“).
War die Kampagne der Moralunternehmer erfolgreich und es eine neue Regel, bzw. ein neues Gesetz gibt, stehen die Regeldurchsetzer (Bedienstete von Polizei und Justiz) vor einer schwierigen Aufgabe, denn sie müssen die Einhaltung der Regel kontrollieren und durchsetzen, unabhängig davon, ob sie die neue Regelung für richtig halten und den moralischen Eifer der Regelsetzer teilen.

### Zum Studium abweichenden Verhaltens
Im neunten (und ursprünglich abschließenden) Kapitel beklagt Becker den Mangel an Studien über Delinquenz und die methodischen Defizite der vorliegenden Studien. Es werde sich mehr auf Gerichtsprotokolle als auf direkte Beobachtung gestützt: Vor allem gebe es nicht genügend Untersuchungen, bei denen derjenige, der sie führte, so engen Kontakt mit denen hatte, die er untersuchte, „dass er des komplexen und vielfältigen Charakters der abweichenden Aktivität hätte gewahr werden können.“
Derartige Studien könnten den Eindruck erwecken, als stimme der Forscher mit den Einschätzungen der Untersuchten überein und stelle ein einseitiges und verzerrtes Bild der Realität dar. Das korrigiert Becker: „Was wir darstellen ist nicht ein verzerrtes Bild der 'Realität', sondern die Realität, welche die Menschen beschäftigt, die wir studiert haben, die Realität, die sie durch ihre Interpretationen ihrer Erfahrungen schaffen und in der Sinne sie handeln.“
Dem Thema Parteilichkeit widmete Becker drei Jahre nach dem Erscheinen des Buches seine Eröffnungsrede als Präsident der Society for the Study of Social Problems bei einer Tagung 1966 in Miami: "Whose Side Are We On?"

### Nachträgliche Betrachtungen zur „Etikettierungstheorie“
Im zehnten Kapitel, das seit der Auflage von 1973 Teil des Buches ist, setzt sich Becker mit Kritik an seiner Schrift auseinander und verwendet dabei auch die Aussagen seiner Vortrages „Whose Side Are We On?“.
Kritisiert worden war besonders eine Tabelle, die Becker am Anfang des zweiten Kapitels präsentiert hatte:
|                                 | Typen abweichenden Verhaltens | Typen abweichenden Verhaltens | Typen abweichenden Verhaltens |
|                                 | konformes Verhalten           | regelbrüchiges Verhalten      |                               |
| ------------------------------- | ----------------------------- | ----------------------------- | ----------------------------- |
| als abweichend bezeichnet       | fälschlich beschuldigt        | reine Abweichung              |                               |
| nicht als abweichend bezeichnet | konform                       | geheime Abweichung            |                               |

Vielen Lesern erschien die Unterscheidung zwischen konformen und regelbrüchigem Verhalten vor dem Hintergrund des Etikettierungsansatzes als unlogisch. Besonders an der Bezeichnung „geheime Abweichung“ stießen sie sich, denn eine solche könne es nicht geben, wenn eine Handlung erst dann (im Sinne der zentralen Aussage des Buches) abweichend sei, wenn sie als solche bezeichnet wird. Becker reagierte darauf in den nachträglichen Betrachtungen mit der Einführung des Begriffs „potentiell abweichend“ und erinnerte daran, worum es ihm grundsätzlich ging: „Mit meinen eigenen damaligen Formulierungen wollte ich die logische Unabhängigkeit von Handlungen und den über sie gefällten Urteilen betonen.“

## Rezeption
Außenseiter erschien in mindestens 26 Auflagen, bei mindestens 11 Verlagen und mindestens in neun Sprachen. Es wurde in den Kanon der „Hauptwerke der Soziologie“ aufgenommen. und hatte einen wichtigen Einfluss auf die Sozialwissenschaftliche Suchtforschung.
Die Darstellung abweichender Karrieren und Beckers theoretischen Folgerungen daraus wurde von David Matza, einem frühen Vertreter der Kritischen Kriminologie, als überfällige Häresie der Devianzsoziologie gewürdigt. Dem widerspricht Jan Werheim, der sich auf andere Vertreter der Kritischen Kriminologie wie Wolfgang Keckeisen und Helge Peters beruft. Beckers Typologie abweichenden Verhalten impliziere gerade keinen Bruch mit der bis dahin vorherrschenden Kriminalätiologie. Sie setze einen objektiven Maßstab voraus, an dem das Verhalten jenseits der Beurteilung gemessen werde. Das vertrage sich nicht mit der Annahme des Labeling Approach. Trotz und wegen solcher Unschärfen provoziere das Buch auch heute noch fruchtbare Kontroversen in der Kriminalsoziologie.
Das Buch inspiriert auch aktuell noch zu empirischen Untersuchungen. So bezieht sich Alice Goffman in ihrer ethnographischen Studie „On the Run. Die Kriminalisierung der Armen in Amerika“ (2014) ausdrücklich auf Becker, besonders dort, wo sie schildert, wie es zu nachgeordneten Straftaten kommt: „Wenn ein Gesuchter aus Angst vor der Polizei seine Streitigkeiten eigenhändig regelt, dann ist dieser Gewaltakt ein Nachfolgeverbrechen – ein weiteres Verbrechen, das die Person nur begeht, weil sie als Krimineller abgestempelt wurde.“
Howard S. Becker selbst wandte sich bald nach dem Erscheinen des Buches und den nachträglichen Betrachtungen in der zweiten Auflage vom Thema ab und betonte: „I'm not a criminologist (...) and have not worked in this field for a very long time.“

## Ausgaben (Auswahl)
- Outsiders. Studies in the Sociology of Deviance. The Free Press, New York 1963.
- Outsiders. Studies in the Sociology of Deviance. With additional chapter at end, The Free Press, New York 1973.
- Outsiders. Studies in the Sociology of Deviance. Free Press, an imprint of Simon & Schuster, Inc., New York 2018, ISBN 978-1-982-10622-5.
  - Außenseiter. Zur Soziologie abweichenden Verhaltens. S. Fischer, Frankfurt am Main 1973, ISBN 3-10-874301-5.
  - Außenseiter. Zur Soziologie abweichenden Verhaltens. Fischer-Taschenbuch, Frankfurt am Main 1981, ISBN 3-596-26624-6.
  - Außenseiter. Zur Soziologie abweichenden Verhaltens. 2. Auflage, Springer VS, Wiesbaden 2014, ISBN 978-3-658-01253-3.
  - Outsiders, études de sociologie de la déviance. A.-M. Métaillé, Paris 1995, ISBN 2-86424-042-4.